# Lancer de renard

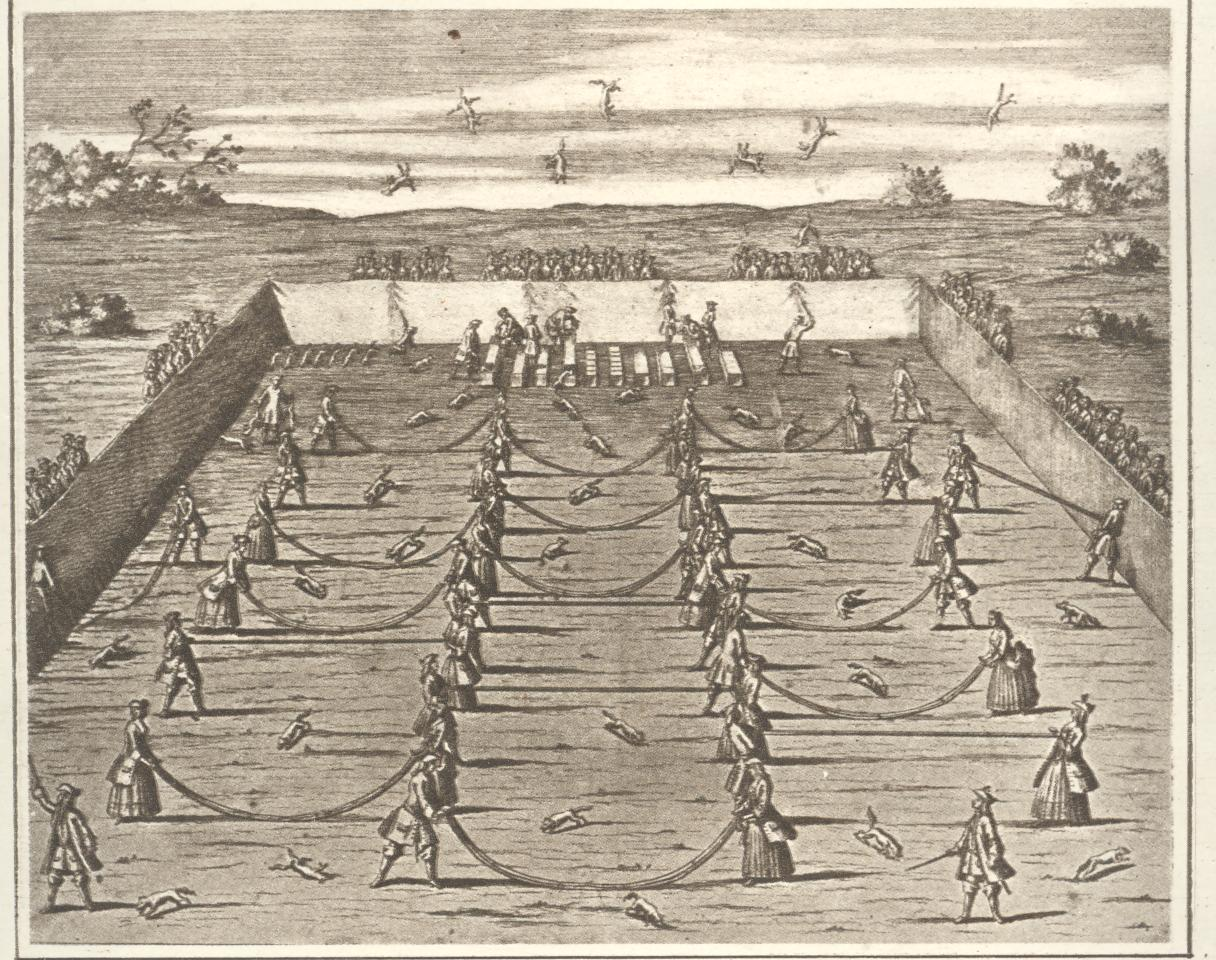
Un tournoi de lancer de renard au début du XVIIIe siècle, illustration de Der deutsche vollkommene Jäger (1719).

Le lancer de renard (en allemand : Fuchsprellen) était un sport populaire dans certaines parties de l'Europe durant les XVIIe et XVIIIe siècles, où les participants lançaient en l'air des renards et d'autres animaux vivants.

## Pratique
Le lancer se tenait dans une enceinte, constituée d'une clôture d'écrans de toile établie en plein air, ou installée dans la cour d'un château ou un palais. Deux personnes se tenaient à six ou sept mètres de distance, tenant les bouts d'une corde (ou d'un filet) posée à plat sur le sol. Un animal tel qu'un renard était alors sorti de sa cage et guidé dans l'arène, le forçant à franchir la corde. Lorsqu'il passait la corde, les lanceurs tiraient brusquement les bouts, ce qui propulsait l'animal en l'air. Le plus haut lancer gagnait le concours ; des lanceurs expérimentés pouvaient atteindre une hauteur de 7,5 m. Parfois, plusieurs équipes de lanceurs étaient disposées en parallèle, de sorte que l'animal devait passer au-dessus de plusieurs cordes de suite. Le résultat du lancer était souvent mortel pour l'animal.

## Concours de Dresde
Auguste II de Pologne, dit « le Fort », alors qu'il n'était encore qu'électeur de Saxe, a tenu un concours de lancer célèbre à Dresde, durant lequel 647 renards, 533 lièvres, 34 blaireaux, 21 chats sauvages, 34 marcassins et trois loups ont été lancés et tués.  
D'autres monarques ont également participé à ce sport. L'envoyé suédois Esaias Pufendorf a assisté à un concours de lancer de renards qui s'est tenu à Vienne en mars 1672, et a noté dans son journal sa surprise de voir l'empereur Léopold Ier, âgé de 32 ans,  se joindre avec enthousiasme aux nains de cour et aux garçons qui frappaient à mort les animaux blessés ; il a noté qu'il était remarquable de voir l'empereur ayant « des petits garçons et des bouffons comme compagnons, [ce qui] était à mes yeux quelque peu étranger à la solennité impériale, ».
Ce sport était particulièrement populaire avec des couples mixtes de lanceurs, car la rivalité entre couples ajoutait au divertissement. Lors du concours d'Auguste à Dresde, les 34 marcassins ont été conduits dans l'enceinte « à la grande délectation des cavaliers, mais à la terreur des dames nobles, dont les robes à panier furent considérablement ravagées par les marcassins, à la joie continue de l'illustre compagnie ».

## Accidents
Le lancer de renards et autres animaux n'était pas sans risque pour les participants, car il n'était pas rare que les animaux terrifiés se retournent contre les lanceurs. Le lancer de chats sauvages était particulièrement risqué ; comme William Baillie Grohman l'a fait remarquer, ils « n'offrent pas un sport agréable, car lorsqu'ils n'enfoncent pas leurs griffes ou leurs dents dans le visage ou les jambes des lanceurs, ils s'accrochent à la corde avec fureur, et il est presque impossible de lancer habilement un de ces animaux ».

## Déguisements
À l'occasion, le lancer faisait partie d'une mascarade costumée dans lequel l'animal lancé ainsi que les lanceurs étaient décorés et masqués. Les messieurs se déguisaient en héros mythique, en satyre, en centaure, en guerrier romain ou en bouffon. Les dames s'habillaient en nymphe, en déesse ou en muse. Les animaux lancés — lièvres comme renards — étaient « parés de morceaux de carton, de tissus bariolés et de guirlandes, et parfois costumés en caricatures de personnes célèbres ». À l'issue du lancer, les invités joignaient une procession aux flambeaux, ou se rendaient à l'intérieur pour un grand banquet.